# Hosín
Hosín település Csehországban, a České Budějovice-i járásban. Hosín Vlkov, Lišov, Vitín, Hluboká nad Vltavou, Hrdějovice, Chotýčany, Drahotěšice és Borek településekkel határos. Lakosainak száma 972 fő (2024. január 1.).

## Népesség
A település lakosságának változását az alábbi diagram mutatja:
| Lakosok száma | 853  | 1011 | 1001 | 782  | 612  | 670  | 851  | 879  | 924  | 972  |
|               | 1869 | 1890 | 1921 | 1950 | 1980 | 2001 | 2017 | 2019 | 2022 | 2024 |